# Иосиф (Масленников)
Митрополит Ио́сиф (в миру Алексе́й Алекса́ндрович Ма́сленников; род. 3 ноября 1978, Слободзея, Молдавская ССР, СССР) — архиерей Украинской Православной Церкви на покое, митрополит Роменский и Бурынский в 2013—2022 году.

## Биография
С 1992 года проживал на Украине.
Нёс послушание пономаря, иподиакона в Симферопольской епархии.
22 марта 1996 года пострижен в рясофор с именем Филипп. 24 марта рукоположён в сан диакона епископом Запорожским и Мелитопольским Василием (Златолинским).
7 января 1997 года рукоположён в сан пресвитера.
4 апреля 1997 года пострижен в мантию с именем Иосиф.
С августа 1997 по май 2005 года нёс послушание настоятеля в храмах в честь святого великомученика Димитрия Солунского и благоверного князя Олега Брянского в селе Астраханке Мелитопольского района Запорожской области.
В 2000 году удостоен права ношения наперсного креста, а в следующем году возведён в сан игумена.
В 2004 году окончил Белгородскую духовную семинарию, а в 2006-м — Киевскую духовную академию (экстерном).
В июле 2005 года был назначен настоятелем Воскресенской церкви города Витебска (Республика Беларусь).
В декабре 2006 года назначен настоятелем Свято-Георгиевского храма города Запорожье.
19 июня 2008 года возведён в сан архимандрита.

### Архиерейство
Решением Священного Синода УПЦ МП от 11 ноября 2008 года (Журнал заседания № 102) избран епископом Вольнянским, викарием Запорожской епархии.
Наречение архимандрита Иосифа во епископа Вольнянского состоялось 17 ноября того же года, а архиерейская хиротония — 18 ноября в Трапезном храме Свято-Успенской Киево-Печерской Лавры. Хиротонию совершили митрополит Киевский Владимир (Сабодан), архиепископ Белгородский Иоанн (Попов), архиепископ Белоцерковский Митрофан (Юрчук), епископ Бердянский Елисей (Иванов), епископ Шепетовский Владимир (Мельник), епископ Переяслав-Хмельницкий Александр (Драбинко) и епископ Васильковский Пантелеимон (Поворознюк).
Решением Священного Синода УПЦ от 14 апреля 2009 года назначен епископом Запорожским и Мелитопольским.
С 24 ноября 2009 года по 15 марта 2013 года возглавлял Синодальный отдел по делам пастырской опеки казачества Украины и духовно-физического воспитания молодёжи.
С 23 декабря 2010 года — епископ Конотопский и Глуховский.
С 20 июля 2012 года по 25 сентября 2013 — епископ Ямпольский, викарий Конотопской епархии.
25 сентября 2013 назначен на Роменскую кафедру.
17 августа 2015 года возведён в сан архиепископа. 17 августа 2021 года возведён в сан митрополита.
23 ноября 2022 года освобождён от управления Роменской епархией и почислен на покой.
25 января 2023 года, на фоне вторжения России на Украину, был внесён  в санкционный список Украины так как Масленников «поддерживает действия и политику РФ, подрывающие и угрожающие территориальной целостности, суверенитету и независимости Украины, а также ее стабильности и безопасности».

## Награды
- Орден УПЦ святого благоверного князя Ярослава Мудрого (2014)[10]